# خانه یونس پور نصیری
خانه یونس پور نصیری مربوط به دوره صفوی است و در شهرستان فومن، شهرک تاریخی ماسوله واقع شده و این اثر در تاریخ ۲۵ اسفند ۱۳۸۰ با شمارهٔ ثبت ۵۳۷۳ به‌عنوان یکی از آثار ملی ایران به ثبت رسیده است.